# Julius von Rotenhan

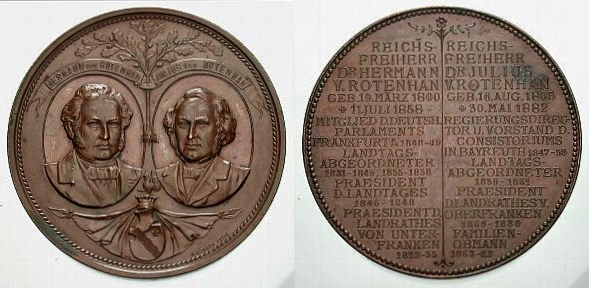
Julius Freiherr von Rotenhan (rechts) mit älterem Bruder Hermann

Julius Hermann Ernst Freiherr von Rotenhan (* 16. August 1805 auf Schloss Rentweinsdorf; † 30. Mai 1882 auf Schloss Eyrichshof) war ein bayerischer Gutsherr sowie königlich bayerischer Regierungsbeamter und Politiker.

## Herkunft
Julius von Rotenhan war der Sohn des Gutsherrn Sigmund von Rotenhan (1761–1826) auf Rentweinsdorf und der Antoinette, geborene von Lenthe (1778–1806). Rotenhan war Majoratsherr auf Eyrichshof bei Ebern, wo er auch auf seinem Schloss lebte, Gutsherr auf Ebelsbach und Rentweinsdorf sowie seit 1830 königlicher Kammerherr. Seine Schwester Hedwig (1796–1864) war mit dem preußischen General Karl von Grolman verheiratet.

## Leben
Nach seinem Studium der Rechtswissenschaften an den Universitäten Erlangen, Berlin, Göttingen, Würzburg und München absolvierte er den üblichen Vorbereitungsdienst für die Beamtenlaufbahn. Bis zum Sommer 1838 war er Regierungsassessor an der Kammer des Innern bei der Regierung von Oberfranken in Bayreuth, zuletzt als Leiter des Statistischen Büros.
Von Herbst 1838 bis 1841 war Rotenhan als Amtsnachfolger von Hans Carl Freiherr von Thüngen Landrichter in Bad Kissingen und zugleich Badkommissar des dortigen Staatsbades, für dessen infrastrukturellen Ausbau er sorgte. Unter anderem ließ er am verfallenen Kaskadental am Waldweg zum Forsthaus Klaushof und an der Burgruine Botenlauben Restaurants für wanderfreudige Kurgäste bauen. 1840 ließ er eine „Molkenanstalt“ zum Trinken der „Kurmolke“ gründen. Die in der Vergangenheit vernachlässigten Promenaden und Wanderwege ließ er wieder ausbauen. Als sein Nachfolger kam 1841 Philipp Freiherr von Zu Rhein nach Bad Kissingen.
Im Jahr 1841 wurde Rotenhan als Regierungsrat an die Kammer des Innern der Regierung von Mittelfranken in Ansbach versetzt. Ab 1. Dezember 1847 war er als Regierungsdirektor wieder in Bayreuth bei der Regierung von Oberfranken. Dort war er gleichzeitig im Vorstand des protestantischen Konsistoriums. Zum Jahresende 1857 schied er wegen politischer Differenzen auf eigenen Wunsch aus dem bayerischen Staatsdienst aus. Als früherer Burschenschafter, er wurde 1824 Mitglied der Alten Erlanger Burschenschaft, 1826 der Alten Göttinger Burschenschaft und 1827 der Burschenschaft Germania / Amicitia Würzburg, und Anhänger freiheitlicher Ideen der Deutschen Revolution 1848/1849 war er eher ein Verfechter eines ganzheitlichen Deutschland, weshalb Bayerns neuer König Maximilian II. und dessen Minister Rotenhan als „einen Gegner Bayerns“ ansahen.
Am 14. Dezember 1858 wurde er in Haßfurt mit 171 Stimmen zum bayerischen Landtagsabgeordneten gewählt, was er bis 1861 blieb. Am 6. März 1860 unterstützte er einen öffentlichen Aufruf im „Verein deutscher Adeligen zur Wiederherstellung der Ritterkapelle zu Haßfurt“.
Von 1869 bis 1880 war er Landratspräsident (heute: Bezirkstagspräsident) von Oberfranken.

## Mitgliedschaften
Er war (mindestens seit 1840) Mitglied im „Polytechnischen Verein für das Königreich Bayern“ und (um 1851) auch Mitglied im „Historischen Verein für Oberfranken“.

## Auszeichnungen
- 1849: Ehrendoktor der Rechtswissenschaften durch die juristische Fakultät der Universität Erlangen
- Ritterkreuz (1852)[19] und Komturkreuz (1858) des Verdienstordens vom Heiligen Michael[20]
- 1857: Ritterkreuz des Verdienstordens der Bayerischen Krone[21]

## Veröffentlichungen
- Darstellung der christlichen Religionslehre vom Standpunkte des Confirmanden-Unterrichts. Verlag Deichert, Erlangen 1861.
- Die staatliche und sociale Gestaltung Franken's von der Urzeit an bis jetzt. Verlag Th. Burger, Bayreuth 1863.
- Geschichte der Familie Rotenhan älterer Linie. 2 Bände, Verlag Thein, Würzburg 1865. Digitalisat
- Manuskript der Selbstbiographie Dr. Julius Frhr. von Rotenhan, Kämmerer und Regierungsdirektor a. D. zu Eyrichshof: Beendigt im Jahre 1878. Verlag Fahner, Lauf an der Pegnitz 1995.

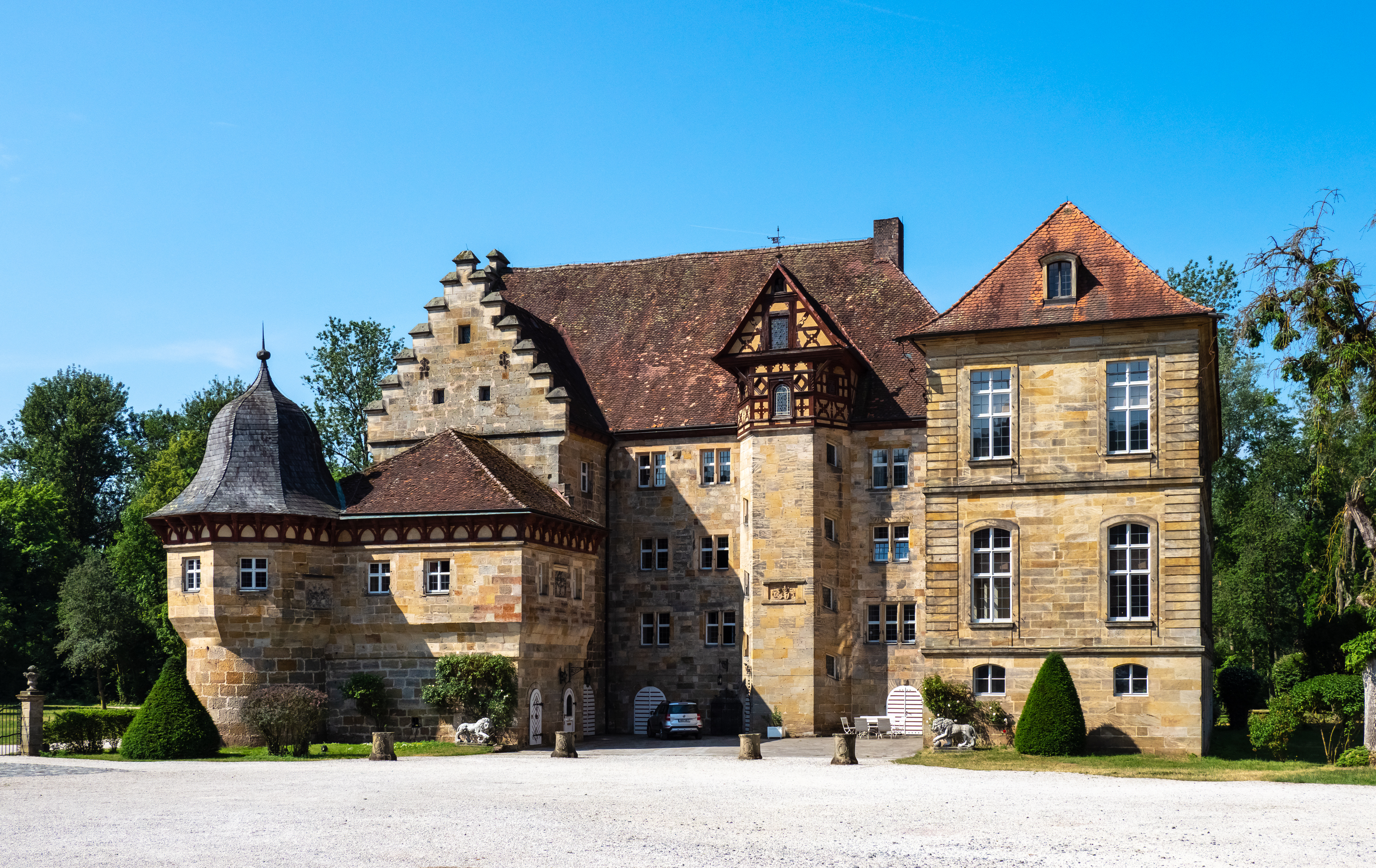
Schloss Eyrichshof

## Familie
Er heiratete am 18. Januar 1833 in Lausanne Justine de Gentils de Langalerie (* 1. April 1809 in Lausanne; † 30. April 1867 in Bad Cannstatt). Das Ehepaar hatte die drei Kinder Hermann (1836–1914), genannt Hermann IV., Oberst und Genealoge, Si(e)gmund (1837–1916), Pauline (1840–1916) und Ludwig (1850–1922), der zuletzt kgl. bayr. Generalleutnant war. Freiherr Julius von Rotenhan war von 1863 bis zu seinem Tod der Obmann seiner Familie (Familienältester). 1846–1847 hatte er das Familienschloss Eyrichshof restaurieren lassen und lebte dort bis zu seinem Tod. Sein älterer Bruder war Hermann Freiherr von Rotenhan, Präsident der Bayerischen Abgeordnetenkammer. Rotenhans Schwager war der preußische Polizeidirektor Julius Freiherr von Minutoli (1804–1860). Wolfram Freiherr von Rotenhan ist sein Enkel.